# Isa Vermehren
Isa Vermehren (Lübeck, 21 de abril de 1918-Bonn, 15 de julio de 2009) fue una actriz, cabaretista y escritora alemana, y, más tarde, religiosa en la Societas Sacratissimi Cordis Iesu (Sociedad del Sagrado Corazón de Jesús).

## Vida
Fue hija de un matrimonio protestante en Alemania antes de la Segunda Guerra Mundial. Tenía dos hermanos, uno de los cuales se casó con Elisabeth Gräfin Plettenberg, una católica que fue una cercana amiga de Isa.
Debido a que se negó a saludar la bandera con la esvástica, fue expulsada del Gymnasium Ernestinenschule en la primavera de 1933. Luego se mudó con su madre, la periodista Petra Vermehren, a Berlín.
Trabajó un tiempo como cantante en el cabaret político-literario Katakombe y logró cierta fama con su acordeón «Agathe». Su canción Eine Seefahrt (‘un marinero’), caricaturizó astutamente a los jefes nazis y se convirtió en un éxito de taquilla. El cabaret fue cerrado en 1935 por la policía, mientras el partido nacionalsocialista lograba más influencia en el gobierno.
Tras su graduación y obtener en una escuela nocturna el Abitur (grado de secundaria), se convirtió al catolicismo en 1938. Se hizo cargo de varios papeles en películas UFA y durante la Segunda Guerra Mundial fue llevada a presentarse ante la tropa en el frente.
Su hermano menor, Erich Vermehren, que trabajaba en Istanbul para la Abwehr, se pasó con su mujer a los ingleses, lo que ocasionó que tanto su familia como la familia Plettenberg fueran encarcelados en campos de concentración en Alemania. Isa Vermehren estuvo presa en los campos de concentración de Ravensbrück, Buchenwald y Dachau, habitando con los «prisioneros de honor» fuera de las barracas de esos campo de concentración, pero realizando algunas actividades con las reclusas y pudiendo observar la vida y lo que acontecía allí desde su sección. Durante su estancia en prisión escribió sus impresiones en un libro Reise durch den letzten Akt (‘Viaje a través del último acto’).
Después de la guerra estudió teología, filosofía, alemán, historia e inglés en la Universidad de Bonn, donde apoyó activamente el cabaret estudiantil Wintergärtchen (‘jardín de invierno’). Posteriormente, ingresó en el Herz-Jesu-Kloster (‘convento del Sagrado Corazón’) y se hizo religiosa. Trabajó como educadora, dirigiendo los colegios del Sagrado Corazón en Bonn y Hamburgo y más tarde como predicadora en la cadena ARD de radio y televisión y alemana.

## Obra
- Reise durch den letzten Akt. ISBN 3499240076.